# Victoria Swarovski
Victoria Swarovski (Innsbruck, 16 agosto 1993) è una cantante pop, conduttrice televisiva e imprenditrice austriaca, ereditiera dell'impero multimiliardario dei cristalli Swarovski.

## Biografia
Victoria  è la figlia di Alexandra e Paul Swarovski. Sua madre lavorava come giornalista, suo padre nell'azienda di famiglia Swarovski.
Sin dall'infanzia ha cantato in diversi cori. Nel 2009 è apparsa con la canzone "Get Gone" in un programma televisivo di Mario Barth. A 17 anni ha firmato un contratto discografico con la Sony Music. Nel novembre 2010, è stato presentato il suo singolo di debutto "One in a million". Ha cantato la sigla "C'è un posto per noi" nel film Le cronache di Narnia: Il viaggio del veliero.
Mentre agli inizi della carriera si è fatta chiamare Victoria S., ora usa il suo vero nome. Nel 2014 ha pubblicato la canzone "Beautiful" insieme al rapper Prince Kay One. Nel 2016 ha vinto la nona stagione dello spettacolo di danza di RTL Let's Dance; il suo compagno di ballo era Erich Klann. Nel settembre 2016, è stata assieme a Dieter Bohlen e Bruce Darnell membro della giuria del casting show di RTL Das Supertalent.
Nel 2018 ha sostituito Sylvie Meis come co-conduttrice nell'undicesima stagione di Let's Dance.
Nel 2021, Swarovski ha fondato il marchio di bellezza Orimei Beauty.

## Vita privata
Dalla fine del 2010, Swarovski ha una relazione con l'investitore immobiliare Werner Mürz. La coppia si è sposata il 20 maggio 2017. La coppia ha divorziato nel febbraio 2023.